# Rajd Argentyny

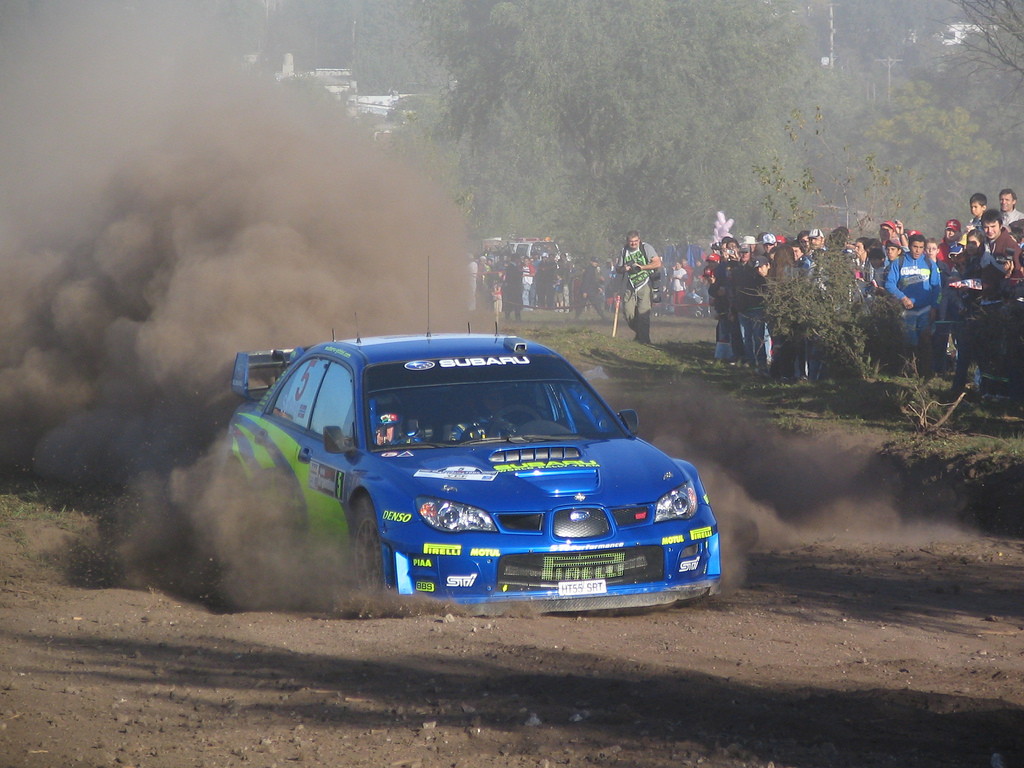
Petter Solberg podczas Rajdu Argentyny 2006

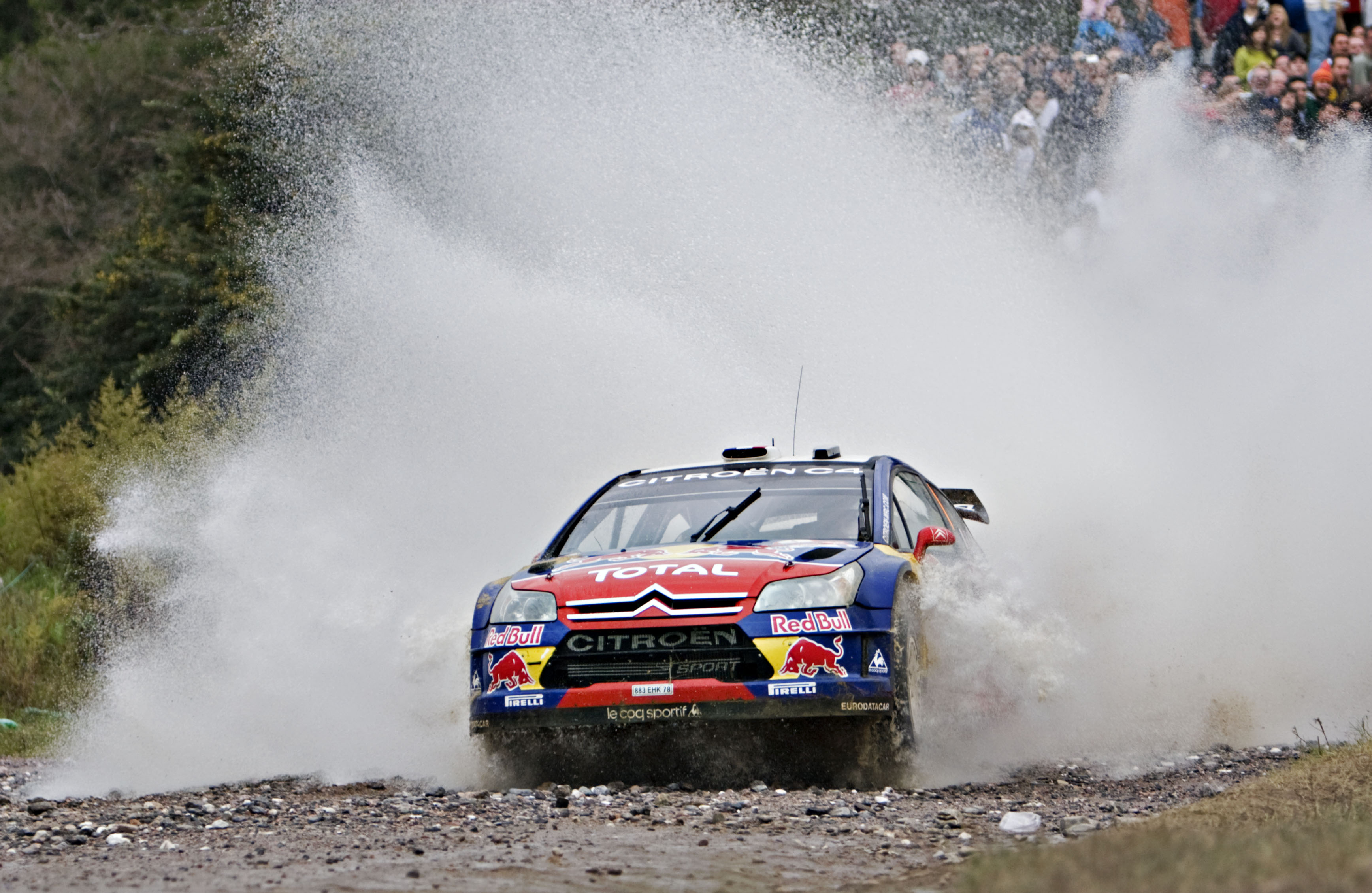
Sébastien Loeb podczas Rajdu Argentyny 2008

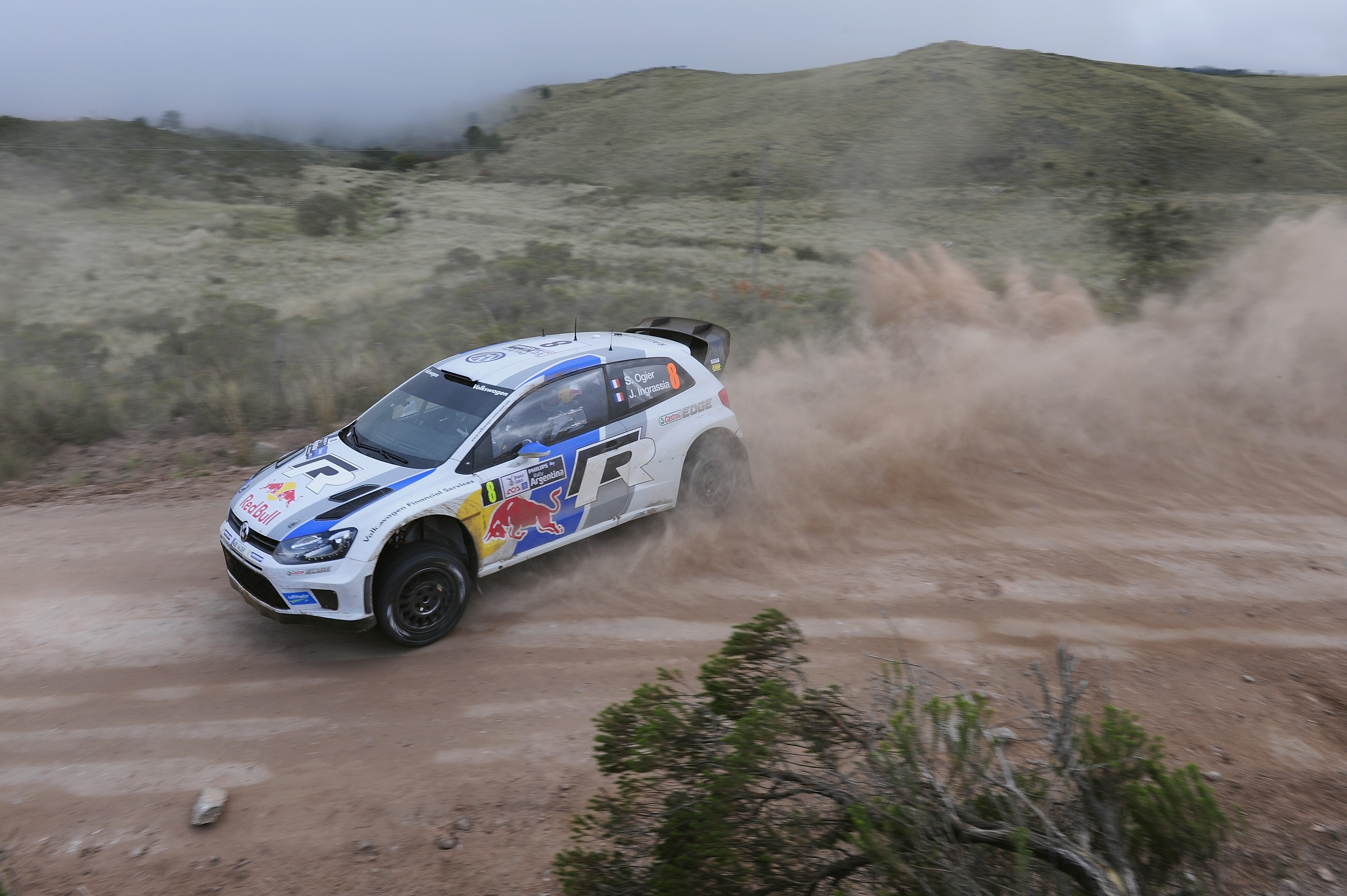
Sébastien Ogier podczas Rajdu Argentyny 2013

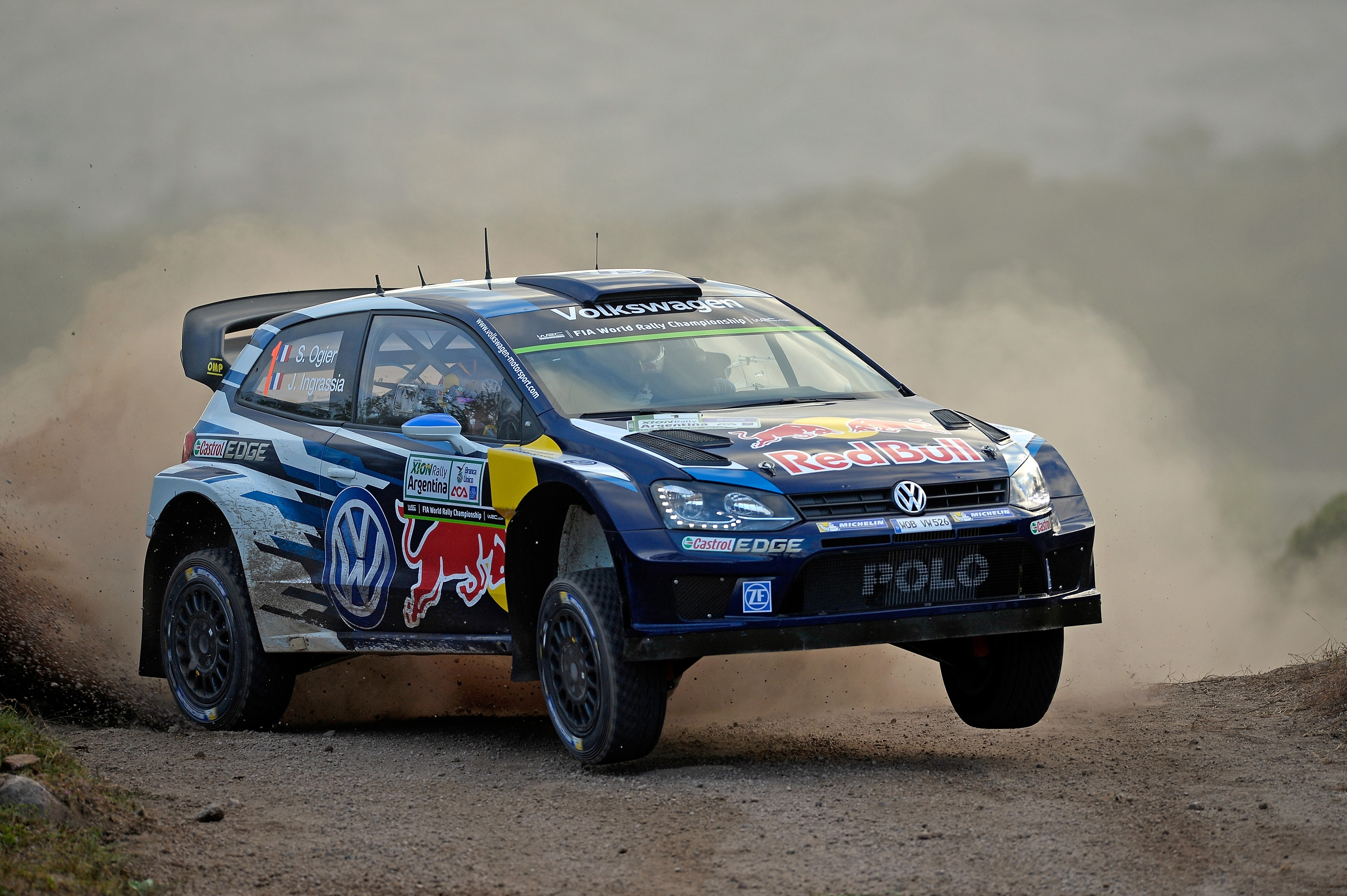
Sébastien Ogier podczas Rajdu Argentyny 2015

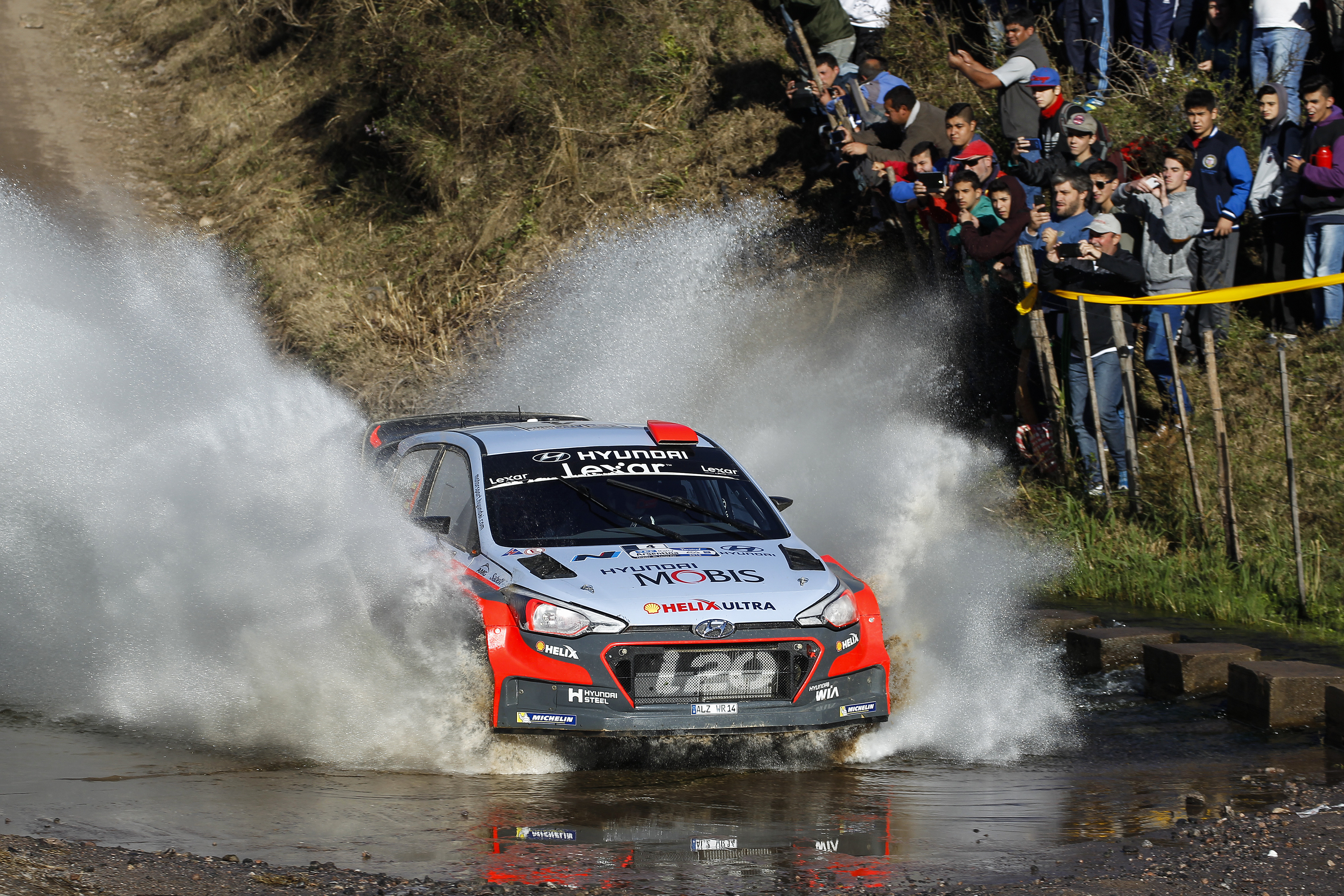
Dani Sordo podczas Rajdu Argentyny 2016

Rajd Argentyny (oficjalnie Rallye Argentina) – rajd samochodowy organizowany w Argentynie w prowincji Córdoba. Bazą rajdu jest Villa Carloz Paz. Trasa ma około 1450 km podzielonych na 20 odcinków specjalnych i łączące je odcinki dojazdowe. Cechą szczególną tej imprezy są szutrowe odcinki położone dość wysoko nad poziomem morza u podnóża And z dużą liczbą przejazdów przez wodę.
Rajd odbywa się od 1980 roku i od samego początku jest jedną z eliminacji Rajdowych Mistrzostw Świata.

## Zwycięzcy
| Rok  | Nazwa rajdu                      | Kierowca           | Pilot                 | Samochód                   | Kategoria |
| ---- | -------------------------------- | ------------------ | --------------------- | -------------------------- | --------- |
| 1979 | 1º Rally Codasur                 | Jean Guichet       | Jean Todt             | Peugeot 504                |           |
| 1980 | 2º Rally Codasur Ultra Movil YPF | Walter Röhrl       | Christian Geistdörfer | Fiat 131 Abarth            | WRC       |
| 1981 | 3º Rally Codasur                 | Guy Fréquelin      | Jean Todt             | Talbot Sunbeam Lotus       | WRC       |
| 1983 | 3º Marlboro Rally Argentina      | Hannu Mikkola      | Arne Hertz            | Audi Quattro A2            | WRC       |
| 1984 | 4º Marlboro Rally Argentina      | Stig Blomqvist     | Björn Cederberg       | Audi Quattro A2            | WRC       |
| 1985 | 5º Marlboro Rally Argentina      | Timo Salonen       | Seppo Harjanne        | Peugeot 205 Turbo 16 E2    | WRC       |
| 1986 | 6º Marlboro Rally Argentina      | Miki Biasion       | Tiziano Siviero       | Lancia Delta S4            | WRC       |
| 1987 | 7º Marlboro Rally Argentina      | Miki Biasion       | Tiziano Siviero       | Lancia Delta HF 4WD        | WRC       |
| 1988 | 8º Marlboro Rally Argentina      | Jorge Recalde      | Jorge del Buono       | Lancia Delta Integrale     | WRC       |
| 1989 | 9º Rally Argentina               | Mikael Ericsson    | Claes Billstam        | Lancia Delta Integrale     | WRC       |
| 1990 | 10º Rally Argentina              | Miki Biasion       | Tiziano Siviero       | Lancia Delta Integrale 16V | WRC       |
| 1991 | 11º Rally Argentina              | Carlos Sainz       | Luís Moya             | Toyota Celica GT-Four      | WRC       |
| 1992 | 12º Rally Argentina              | Didier Auriol      | Bernard Occelli       | Lancia Delta HF Integrale  | WRC       |
| 1993 | 13º Rally Argentina              | Juha Kankkunen     | Nicky Grist           | Toyota Celica Turbo 4WD    | WRC       |
| 1994 | 14º Rally Argentina              | Didier Auriol      | Bernard Occelli       | Toyota Celica Turbo 4WD    | WRC       |
| 1995 | 15º Rally Argentina              | Jorge Recalde      | Martin Christie       | Lancia Delta HF Integrale  |           |
| 1996 | 16º Rally Argentina              | Tommi Mäkinen      | Seppo Harjanne        | Mitsubishi Lancer Evo III  | WRC       |
| 1997 | 17º Rally Argentina              | Tommi Mäkinen      | Seppo Harjanne        | Mitsubishi Lancer Evo IV   | WRC       |
| 1998 | 18º Rally Argentina              | Tommi Mäkinen      | Risto Mannisenmäki    | Mitsubishi Lancer Evo V    | WRC       |
| 1999 | 19º Rally Argentina              | Juha Kankkunen     | Juha Repo             | Subaru Impreza WRC         | WRC       |
| 2000 | 20º Rally Argentina              | Richard Burns      | Robert Reid           | Subaru Impreza WRC         | WRC       |
| 2001 | 21º Rally Argentina              | Colin McRae        | Nicky Grist           | Ford Focus WRC             | WRC       |
| 2002 | 22º Rally Argentina              | Carlos Sainz       | Luís Moya             | Ford Focus WRC             | WRC       |
| 2003 | 23º Rally Argentina              | Marcus Grönholm    | Timo Rautiainen       | Peugeot 206 WRC            | WRC       |
| 2004 | 24º Rally Argentina              | Carlos Sainz       | Marc Martí            | Citroën Xsara WRC          | WRC       |
| 2005 | 25º Rally Argentina              | Sébastien Loeb     | Daniel Elena          | Citroën Xsara WRC          | WRC       |
| 2006 | 26º Rally Argentina              | Sébastien Loeb     | Daniel Elena          | Citroën Xsara WRC          | WRC       |
| 2007 | 27º Rally Argentina              | Sébastien Loeb     | Daniel Elena          | Citroën C4 WRC             | WRC       |
| 2008 | 28º Rally Argentina              | Sébastien Loeb     | Daniel Elena          | Citroën C4 WRC             | WRC       |
| 2009 | 29º Personal Rally Argentina     | Sébastien Loeb     | Daniel Elena          | Citroën C4 WRC             | WRC       |
| 2010 | 30º Personal Rally Argentina     | Juho Hänninen      | Mikko Markkula        | Škoda Fabia S2000          | IRC       |
| 2011 | 31º Rally Argentina              | Sébastien Loeb     | Daniel Elena          | Citroën DS3 WRC            | WRC       |
| 2012 | 32º Rally Argentina              | Sébastien Loeb     | Daniel Elena          | Citroën DS3 WRC            | WRC       |
| 2013 | 33º Philips LED Rally Argentina  | Sébastien Loeb     | Daniel Elena          | Citroën DS3 WRC            | WRC       |
| 2014 | 34. XION Rally Argentina         | Jari-Matti Latvala | Miikka Anttila        | Volkswagen Polo R WRC      | WRC       |
| 2015 | 35. Rally Argentina              | Kris Meeke         | Paul Nagle            | Citroën DS3 WRC            | WRC       |
| 2016 | 36. Rally Argentina              | Hayden Paddon      | John Kennard          | Hyundai i20 WRC            | WRC       |
| 2017 | 37. YPF Rally Argentina          | Thierry Neuville   | Nicolas Gilsoul       | Hyundai i20 Coupe WRC      | WRC       |
| 2018 | 38. YPF Rally Argentina          | Ott Tänak          | Martin Järveoja       | Toyota Yaris WRC           | WRC       |
| 2019 | 39. XION Rally Argentina         | Thierry Neuville   | Nicolas Gilsoul       | Hyundai i20 Coupe WRC      | WRC       |

- IRC – Intercontinental Rally Challenge
- WRC – Rajdowe mistrzostwa świata